# Digger (Computerspiel)
Digger ist ein Computerspiel, das 1983 von der kanadischen Firma Windmill Software entwickelt und für IBM-PC-kompatible Computer veröffentlicht wurde. Das Spiel wurde von Rob Sleath programmiert und ist ein Klon der Spiele Dig Dug und Mr. Do!.

## Spielbeschreibung
Der Spieler steuert einen Radlader, der Ähnlichkeiten (zumindest auf dem Cover der Spielpackung) mit Kompaktladern der Firma Bobcat aufweist, durch ein unterirdisches Labyrinth. Die Spielfigur ist nicht auf die schon erstellten Wege der Levels beschränkt, da man neue Wege graben kann. Das Spielziel besteht darin, einen möglichst hohen Platz in der Highscore-Tabelle zu erreichen. Hierzu kann der Spieler acht verschiedene Levels beenden, in denen jeweils eine gewisse Zahl an Smaragden eingesammelt werden muss. Ab dem neunten Level werden die Karten fünf bis acht wiederholt, bis der Spieler keine Leben mehr hat.
Es gibt neben Smaragden auch Goldsäcke, die sich ab einer bestimmten Falltiefe öffnen (mind. zwei Zeilen). Wenn ein Monster von einem fallenden Sack getroffen wird, kann es sich nicht mehr bewegen und wird getötet, sobald es auf dem Boden auftrifft. Dies gibt Bonuspunkte.
Zudem muss der Spieler versuchen, Gegnern auszuweichen, die dem Spieler bei Berührung ein Leben abziehen. Es gibt zwei Arten von Gegnern: Nobbins können sich nur durch existierende Gänge bewegen. Doch wenn zwei Nobbins aufeinandertreffen und „paaren“, entstehen zwei Hobbins, die eigene Gänge graben können. Hobbins können außerdem Goldsäcke und Smaragde fressen.
Von Zeit zu Zeit ist es möglich, einen für die Gegner tödlichen Schuss abzufeuern. Wie im Spiel Pac-Man kann der Spieler einen Bonusgegenstand (Kirsche) einsammeln, der es ihm dann für einige Sekunden ermöglicht, selbst Gegner bei Berührung zu zerstören. Dieser Bonusgegenstand erscheint, wenn man so viele Monster getötet hat, wie im jeweiligen Level gleichzeitig auftreten. Die Kirsche erscheint dort, wo sonst auch die Monster erscheinen. Der Belohnungs-Modus ist durch einen wesentlich helleren Hintergrund zu erkennen. Kurz vor Ende des Bonus-Modus flackert der Hintergrund. Während dieser Sekunden sollte gut überlegt sein, ob es sich noch ausgeht, ein Monster zu fressen. Für je 20.000 Punkte erhält man außerdem ein neues Leben.
Im Laufe des Spiels steigt langsam die Geschwindigkeit und die Nobbin-Dichte.
Im Spiel wird als Hintergrundmusik das Stück Popcorn eingesetzt. Nach Einsammeln des Bonusgegenstands wird Gioachino Rossinis Ouvertüre seiner letzten Oper Wilhelm Tell gespielt. Verliert der Spieler ein Leben, ertönen der dritte und vierte Takt des dritten Satzes („Trauermarsch“) der Klaviersonate Nr. 2 b-Moll von Chopin.
Den aktuellen offiziellen Rekord hält der Pole Roman Tomczyk mit 3.333.300 Punkten und dem 353. Level.

## Unzulänglichkeiten der PC-Implementierung
- Die Grafikkarte wird nicht über das BIOS initialisiert, sondern direkt programmiert. Sie muss daher auf Hardware-Ebene kompatibel zur CGA-Karte sein. Das Spiel lief daher auf VGA-Karten nicht mehr.
- Der Tastaturinterrupt wurde umprogrammiert.
- Das Programm konnte nur über Ctrl-Alt-Entf verlassen werden. Es führte dann einen Warmstart aus. Dies war darauf zurückzuführen, dass dieses Spiel ursprünglich als PC Booter Version entwickelt wurde und erst später nach DOS portiert wurde, für die dann dieser Tastaturbefehl nicht angepasst wurde.
- Die Ausführungsgeschwindigkeit des Programms ist abhängig von der CPU-Geschwindigkeit. Auf schnelleren PC-XTs war das Spiel schwerer spielbar, auf PC-ATs war es praktisch unspielbar.

## Konvertierungen
1984 wurde von Sleath eine Version für den IBM PCjr entwickelt. Nachdem 1998 Andrew Jenner die Binärdatei zu Quelltext zurückdisassemblierte und mit Digger Remastered eine neue Version des Spiels unter der GPL für MS-DOS veröffentlichte, wurden in der Folgezeit eine Vielzahl an verschiedenen und zum Teil kommerzieller Portierungen für andere Systeme durchgeführt (unter anderem für Windows, Unix/Linux, Mac OS, AmigaOS, Dreamcast und in Java). Die in der DDR von Robotron für den KC 85 veröffentlichte Version entspricht jedoch vom Design und Spielprinzip her dem Spiel Boulder Dash.

## In der Volkskultur
- Digger erschien in einer Episode der Krimiserie SOKO 5113 in der Folge: Der Auftraggeber